# Воскресенский, Эрнст Владимирович
Эрнст Влади́мирович Воскресе́нский (1938—2000) — советский и российский архитектор.

## Биография
После окончания в 1966 году архитектурного факультета Ленинградского инженерно-строительного института направлен на работу в проектный институт «Карелгражданпроект» в Петрозаводске.
В 1966—1990 годах (с перерывом) работал в проектном институте «Карелгражданпроект» архитектором, главным архитектором проектов, главным архитектором института.
В 1972—1976 годах — преподаватель Петрозаводского строительного техникума.
В 1990—1994 годах — депутат Верховного Совета Республики Карелия XII созыва, председатель постоянной комиссии по вопросам строительства и архитектуры.
В 1987—2000 годах — председатель Союза архитекторов Карелии, член правления Союза архитекторов РСФСР, член правления Союза архитекторов Российской Федерации.
В 1996—2000 годах — заведующий кафедрой архитектуры и графики строительного факультета Петрозаводского государственного университета.
Похоронен в Петрозаводске.

## Награды
- Лауреат Государственной премии Карельской АССР в 1973 году за создание проекта мемориального комплекса «Братская могила и могила Неизвестного Солдата с Вечным Огнём Славы».
- Золотая Пушкинская медаль в области искусства (1999)
- Заслуженный деятель искусств Республики Карелия (1999)

## Проекты
Автор более 150 проектов, некоторые из них:

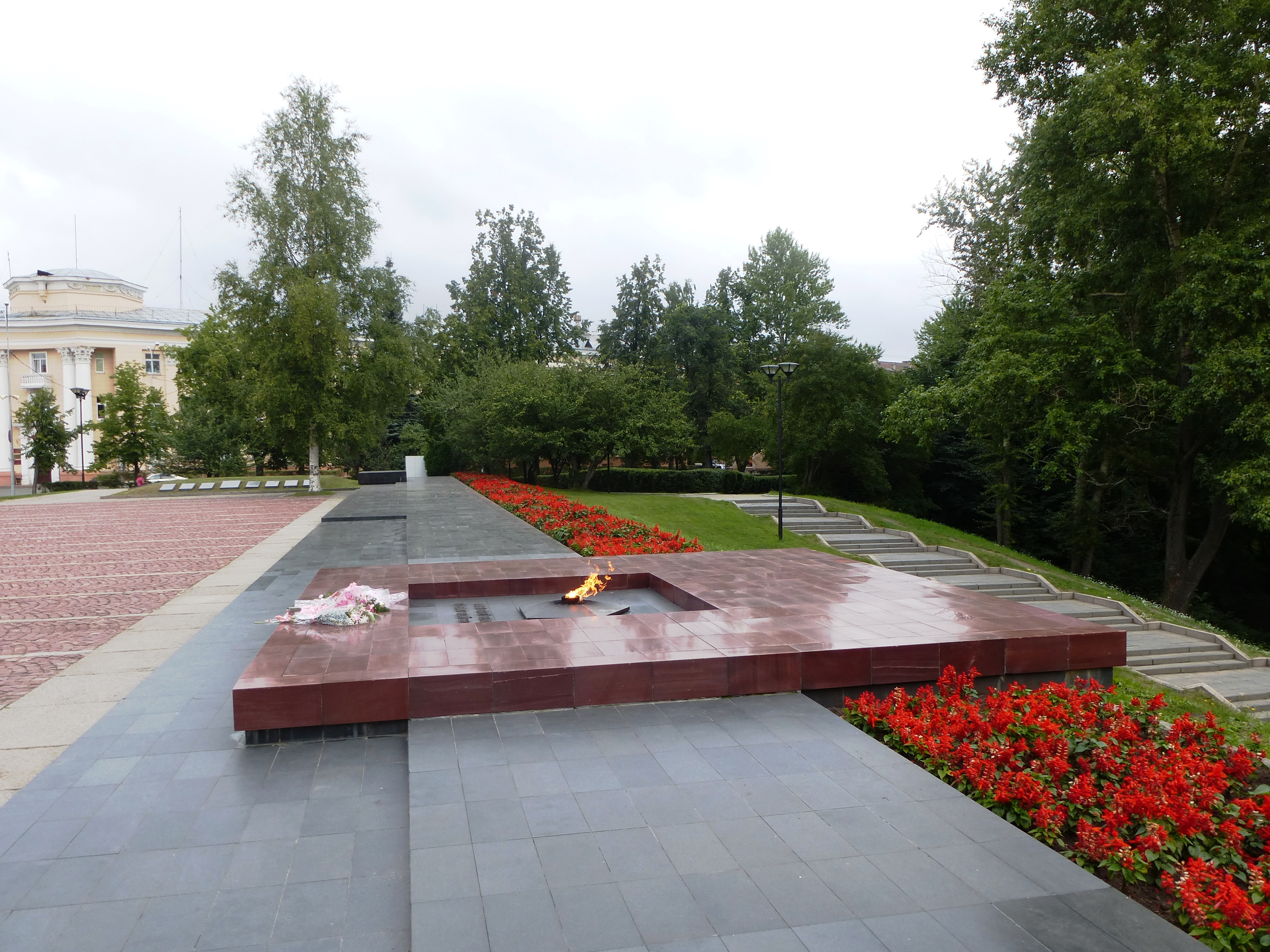
Мемориал «Могила Неизвестного Солдата»
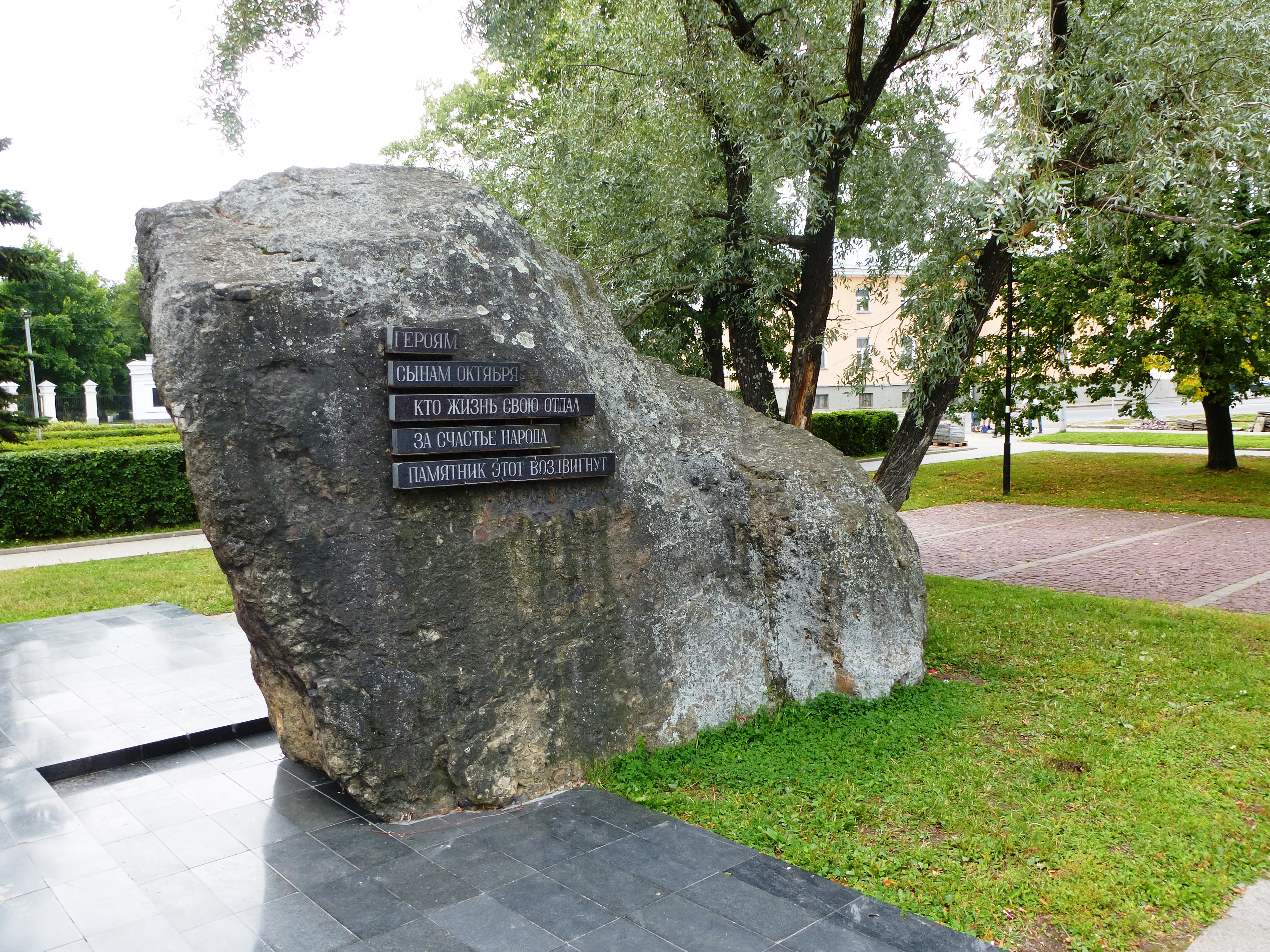
Фрагмент мемориала. Памятный камень
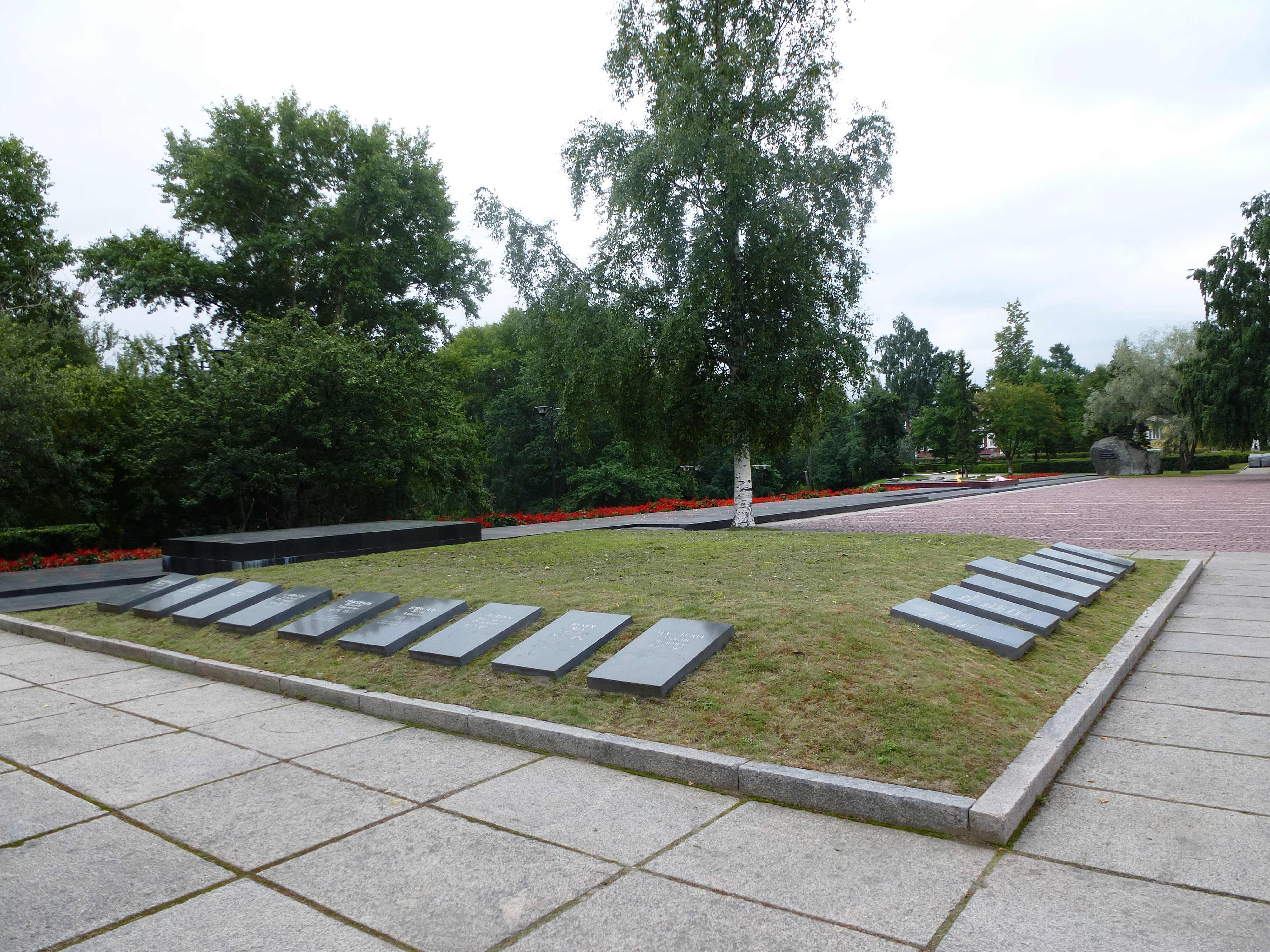
Фрагмент мемориала. Братская могила
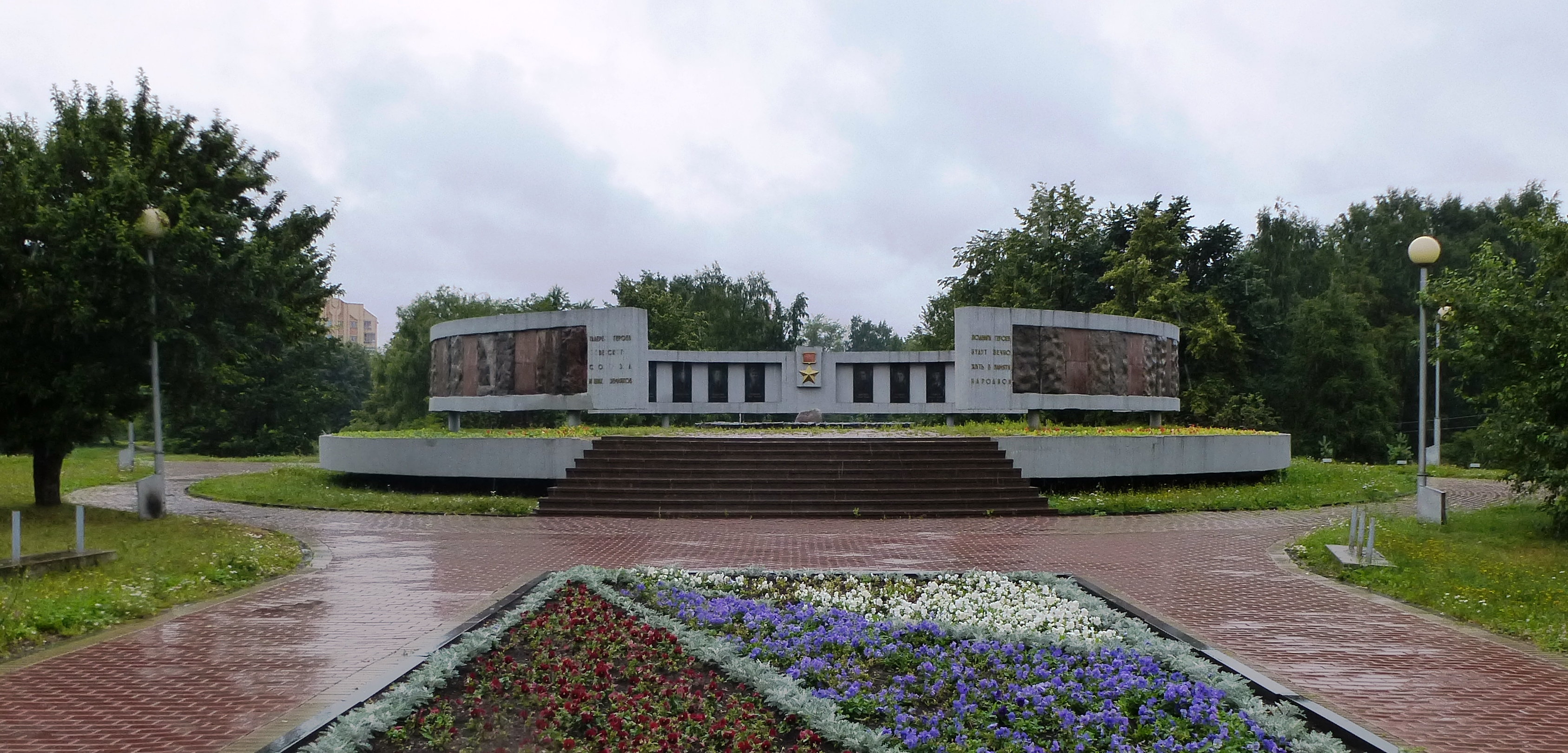
Галерея Героев Советского Союза
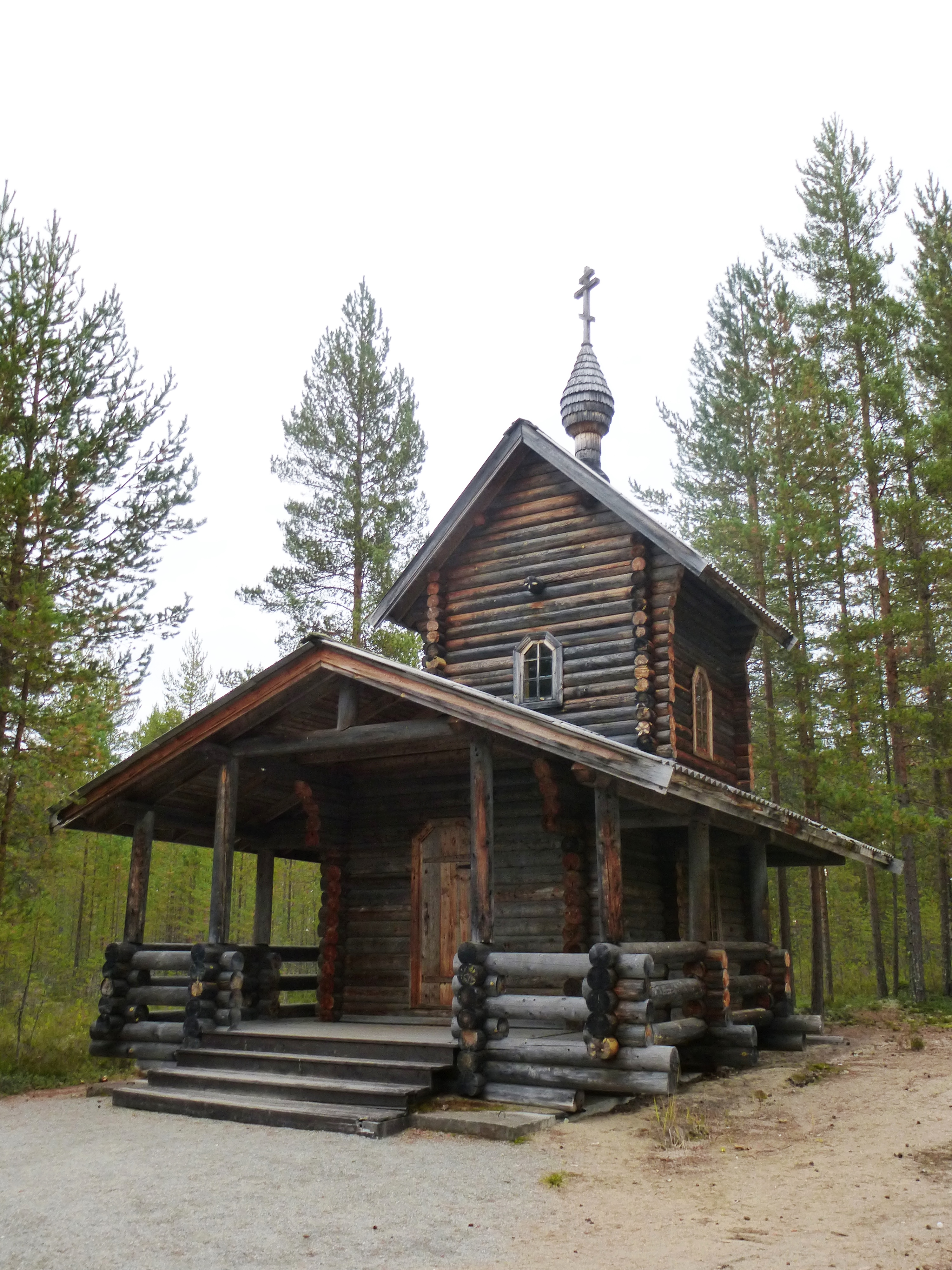
Часовня. Мемориал «Сандармох»
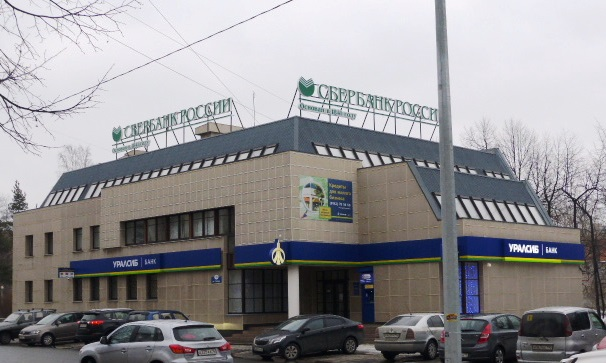
Офисное здание в Петрозаводске
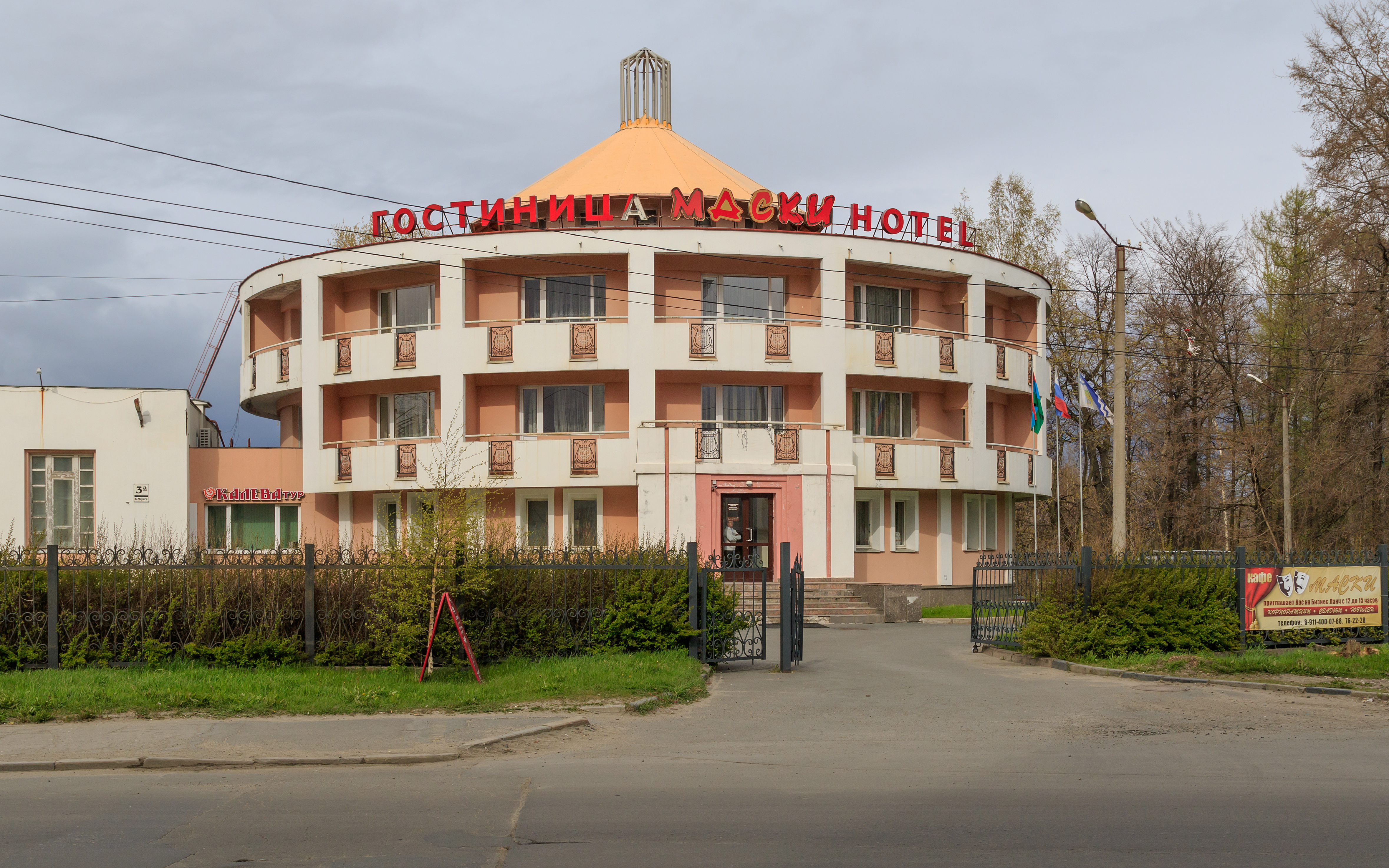
Гостиница в Петрозаводске